# دیگرچوب
آلوکسیلون (سرده)(نام علمی: Alloxylon) نام یک سرده از تیره چنارسانان پراتسی است.